# Borut Bilač
Borut Bilač, slovenski atlet, 14. april 1965, Postojna
Bilač je kot prvi slovenski atlet preskočil dolžino 8 metrov. Na evropskem prvenstvu v atletiki v Splitu leta 1990 je v skoku v daljino z 809 centimetri osvojil 3. mesto.